# Baziège
Baziège este o comună în departamentul Haute-Garonne din sudul Franței. În 2009 avea o populație de 3.201 de locuitori.

## Monumente

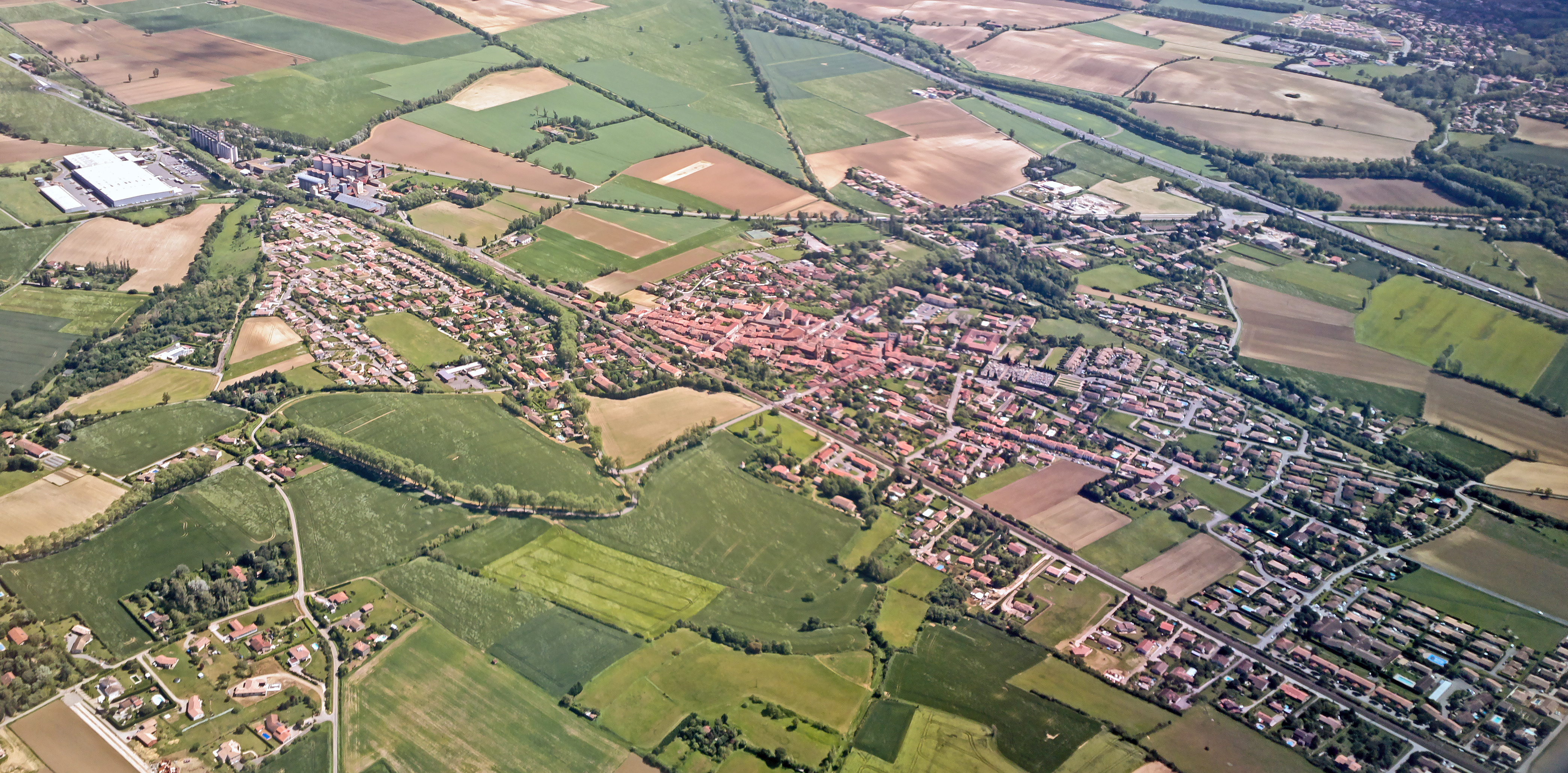
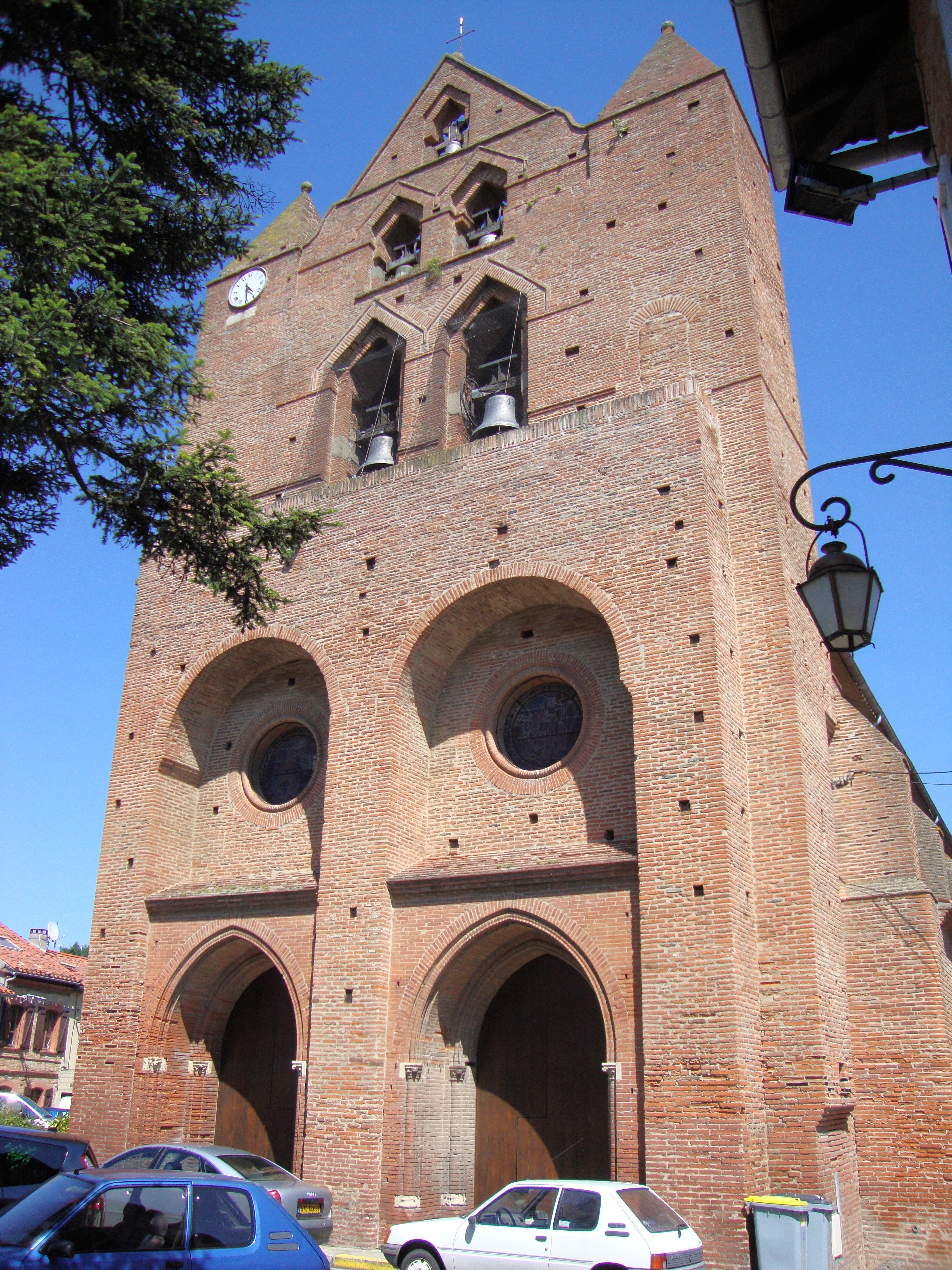

## Evoluția populației
| An        | 1975  | 1982  | 1990  | 1999  | 2006  | 2009  |
| --------- | ----- | ----- | ----- | ----- | ----- | ----- |
| Populație | 1.280 | 1.648 | 1.874 | 2.196 | 3.031 | 3.201 |